# 橘杏
橘 杏（たちばな あん、7月10日—）は、日本的模特・女艺人。出生在青森県八戸市。血型A型。通称あんぽむ。

## 略歴
- 2014年被选为 湘南比馬的「2014比馬女郎」[5]。
- 2015年 成为東京綠茵的拉拉队员[6]。
- 2015年 被选为『WORLD CLUB Champion Football』（セガ・インタラクティブ）的「第2期WCCF美女」[4]。
- 2016年在 東京湾納涼船主办的『東京浴衣选美赛2016』中获得審査員特別賞[7]。